# Rząd Rosyjski (1918–1920)

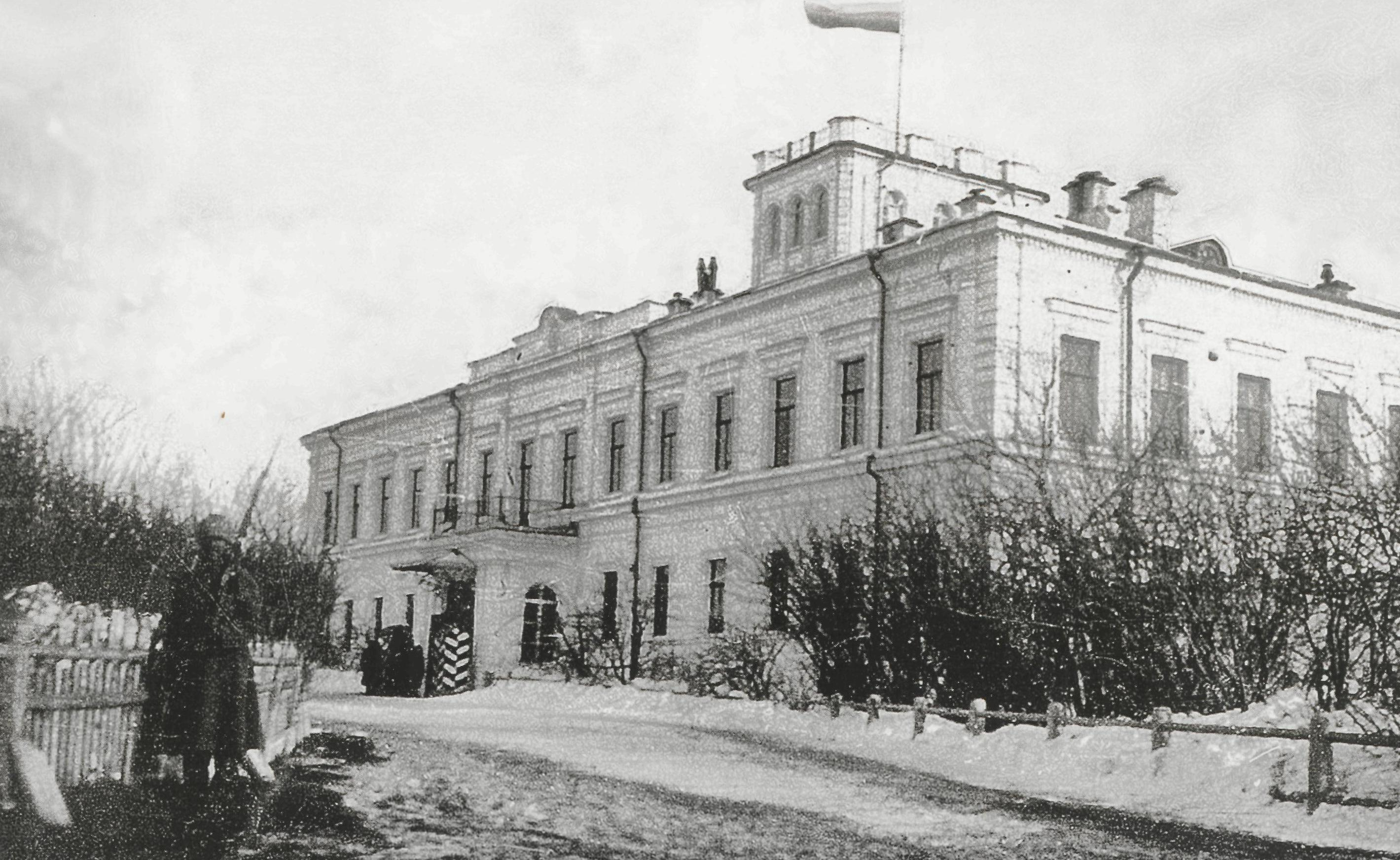
Siedziba rządu Aleksandra Kołczaka w Omsku

Rząd Rosyjski (ros. Российское правительство), zwany też Rządem Omskim lub Rządem Kołczakowskim – polityczny organ wykonawczy Białych podczas wojny domowej w Rosji.
18 listopada 1918 r. w Omsku doszło do zamachu stanu wojskowych pod wodzą adm. Aleksandra Kołczaka przeciwko Ogólnorosyjskiemu Rządowi Tymczasowemu (tzw. Dyrektoriatowi Ufijskiemu), który prowadził lewicową politykę. W rezultacie powstał Rząd Rosyjski na czele z admirałem Kołczakiem jako Najwyższym Naczelnikiem Państwa Rosyjskiego. W jego skład weszły Rada Ministrów i Rada Najwyższego Naczelnika, a także Nadzwyczajne Państwowe Zebranie Ekonomiczne, przekształcone następnie w Państwowe Zebranie Ekonomiczne. 17 grudnia 1918 r. utworzono Zebranie Przygotowawcze, zajmujące się polityką wewnętrzną i koordynujące kontakty z Rosyjskim Zebraniem Politycznym, reprezentującym interesy Białych Rosjan w Paryżu. Admirał Kołczak powołał też Senat Rządzący jako wyższy organ sądowniczy.
Rada Ministrów otrzymała szerokie kompetencje, pełniąc zadania nie tylko władzy wykonawczej, ale też częściowo władzy ustawodawczej. Przygotowywała ona projekty aktów prawnych do zatwierdzenia ich przez Najwyższego Naczelnika. Przewodniczącym Rady Ministrów został Piotr Wołogodski, a następnie Wiktor Piepielajew. Funkcję ministra spraw wewnętrznych objął Aleksandr Gattenberg, Wiktor Piepielajew, a następnie Aleksandr Czerwien-Wodali, ministra spraw zagranicznych Jurij Klucznikow, Iwan Sukin, a następnie Siergiej Trietiakow, ministra finansów Iwan Michajłow, Lew Gojer, a następnie Paweł Buryszkin, ministra sprawiedliwości Siergiej Starynkiewicz, Gieorgij Telberg, a następnie Aleksandr Morozow, ministra wojny gen. Nikołaj Stiepanow, gen. Dmitrij Lebiediew, gen. Michaił Diterichs, gen. Aleksiej von Budberg, a następnie gen. Michaił Chanżyn, ministra morskiego kontradm. Michaił Smirnow, ministra pracy Leonid Szumiłowski, ministra rolnictwa Nikołaj Pietrow, ministra dróg kolejowych Leonid Ustrugow, a następnie Aleksiej Łarionow, ministra oświecenia publicznego Wasilij Sapożnikow, a następnie Paweł Prieobrażenski, ministra handlu i przemysłu Nikołaj Szczukin, a następnie Siergiej Trietiakow, ministra żywności (od 27 grudnia 1918 r. żywności i zaopatrzenia) Nikołaj Zefirow, a następnie Konstantin Nieklutin, ministra zaopatrzenia (do 27 grudnia) Iwan Sieriebriennikow, zaś kontrolera państwowego Grigorij Krasnow. Sekretarzem Najwyższego Naczelnika i Rady Ministrów został Gieorgij Telberg, a następnie Gieorgij Gins. Członkowie Rady Ministrów reprezentowali głównie syberyjskich regionalistów, monarchistów, Partii Konstytucyjno-Demokratycznej i ludowych socjalistów.
Powołanie 21 listopada przez adm. Aleksandra Kołczaka Rady Najwyższego Naczelnika jako formalnie organu doradczego doprowadziło faktycznie do znacznego ograniczenia kompetencji Rady Ministrów, której pozostało głównie opracowywanie projektów ustaw i dekretów. Członkami Rady Najwyższego Naczelnika zostali Piotr Wołogdski, Aleksandr Gattenberg, którego w maju 1919 r. zmienił Wiktor Piepielajew, Iwan Michajłow, Gieorgij Telberg, Iwan Sukin i Jurij Klucznikow. Centralną rolę w Radzie odgrywał minister finansów Iwan Michajłow, mając bliskie kontakty z admirałem Kołczakiem. Jego popularność wśród ludzi była jednak niewielka. Dlatego 16 sierpnia 1919 r. został odsunięty od stanowiska. W rezultacie Rada zaczęła zbierać się nieregularnie, zaś jej znaczenie systematycznie spadało.
Nadzwyczajne Państwowe Zebranie Ekonomiczne, utworzone 22 listopada 1918 r. jako organ tymczasowy, prowadziło specjalną działalność w zakresie finansów, zaopatrzenia armii i odbudowy przemysłu. 2 maja 1919 r. przekształcono je w Państwowe Zebranie Ekonomiczne. Dzięki temu stało się organem stałym. Na czele Zebrania stał Siergiej Fiedosjew. Jego członkami zostali ponadto minister finansów, minister wojny, minister żywności i zaopatrzenia, minister handlu i przemysłu, minister dróg kolejowych, kontroler państwowy, 3 przedstawicieli banków, 5 przedstawicieli Wszechrosyjskiej Rady Zjazdów Handlu i Przemysłu oraz 3 przedstawicieli Rady Zjazdów Spółdzielczych. Później dołączyli do nich przedstawiciele samorządu ziemskiego i miejskiego, a także wojsk kozackich.
W programie Rządu Rosyjskiego nie pojawiało się hasło odbudowy monarchii. Przyszłość ustroju politycznego w Rosji miała się rozstrzygnąć dopiero po zakończeniu wojny z bolszewikami. Jednakże sympatie monarchistyczne admirała Kołczaka i części ministrów były zdecydowane. Duża część członków Rady Ministrów opowiadała się za republiką prezydencką. Faktycznie istniejąca władza miała charakter dyktatury wojskowej. Głoszono hasło „jednej niepodzielnej Rosji”, odmawiając uznania niepodległości np. Finlandii, a także nie zgadzając się na własną państwowość narodów wchodzących w skład byłego państwa carów. Bardzo duży obszar Rosji znajdujący się pod kontrolą „kołczakowców” nie był całkowicie zabezpieczony. Na części terytorium istniały tzw. republiki partyzanckie. Na Dalekim Wschodzie własne rządy sprawowali atamani kozaccy: Grigorij Siemionow, Aleksandr Dutow i Iwan Kałmykow, którzy w dużym stopniu grabili ludność cywilną na podległych im terytoriach. Było to dowodem słabości centralnych władz państwowych.
W dziedzinie gospodarczej Rząd Rosyjski obrał kurs kapitalistyczny z minimalnym interwencjonizmem państwowym. Zostały uwolnione ceny na zdecydowaną większość produktów. Wprowadzono pełną swobodę handlu. Właściciele ziemscy odzyskali swoje majątki. Zdenacjonalizowano własność, którą upaństwowili bolszewicy, z wyjątkiem kopalni węgla kamiennego w rejonie Czeremchowa. W rolnictwie władze „kołczakowskie” wprowadziły czasową własność ziemi. Punktem wyjścia była stołypinowska reforma rolna z niektórymi punktami wprowadzonymi po 1917 r., jak wysoki podatek progresywny, czy zakaz samowolnego przejęcia ziemi. Zgodnie z deklaracją z 4 kwietnia 1919 r. rząd obiecał przydzielić małorolnym i bezrolnym chłopom te ziemie, które faktycznie już uprawiali. Oprócz podatków i opłat ziemskich chłopi byli zmuszeni opłacać jeszcze specjalną opłatę rolniczą. Polityka rolna lawirowała pomiędzy interesami właścicieli ziemskich i ludności chłopskiej. W dziedzinie robotniczej władze formalnie kontynuowały politykę lewicowego Dyrektoriatu Ufijskiego. Był zapewniony 8-godzinny dzień pracy, możliwość zakładania związków zawodowych i robotniczych kas chorych. Faktycznie działalność związkowa była silnie utrudniana, a prawa robotnicze często nie przestrzegane.
Rząd formalnie reaktywował działalność samorządu terytorialnego w postaci ziemstw i dum miejskich. Na nowo zaczęły funkcjonować cywilne sądy przysięgłych. W praktyce ich kompetencje były często ograniczane. Brakowało funduszy na ich działalność. Ponadto „kołczakowskie” władze od czasu do czasu aresztowały eserowskich lub mienszewickich samorządowców, znajdujących się w stosunku do nich w opozycji. Realną władzę z szerokimi kompetencjami sprawowali w terenie mianowani przez rząd generał-gubernatorzy. W odpowiedzi socjalistyczna prasa zamieszczała artykuły mówiące o terrorze i represjach białogwardzistów. Starając się ograniczyć wpływ eserowców i mienszewików na samorząd, Rada Ministrów 20 grudnia 1918 r. zmieniła dotychczas proporcjonalny system liczenia głosów w wyborach do niego na system większościowy. Czynne prawo wyborcze podniesiono do 21 roku życia i połączono z cenzusem rocznego zamieszkiwania w swoim okręgu wyborczym. W wyborach nie mogli brać udział wojskowi, a prawo takie otrzymały natomiast kobiety. W rezultacie w wyborach samorządowych w maju/czerwcu 1919 r. nie wzięło udziału wielu mieszkańców Syberii i Dalekiego Wschodu, co było formą protestu przeciwko działaniom władz. W sytuacji postępujących klęsk na froncie admirał Kołczak 16 września podpisał dekret o powołaniu Państwowego Zebrania Ziemskiego, idąc na ustępstwa. Władze stworzyły skomplikowany system wyborów do niego. Pojawiły się też różne formy ograniczeń. Wybory zostały w rezultacie zbojkotowane przez większość organizacji, ziemstw i dum miejskich.
Dzień przed zajęciem Omska przez wojska bolszewickie, członkowie Rządu Rosyjskiego 10 listopada 1919 r. ewakuowali się do Irkucka, który wkrótce został odcięty od głównych sił wojskowych admirała Kołczaka. Po przerwaniu frontu przez bolszewików premier Piotr Wołogodski złożył dymisję. Zastąpił go Wiktor Piepielajew, który udał się do sztabu admirała Kołczaka. Jego działalność przypadła na okres ogólnego odwrotu wojsk Białych w kierunku wschodnim i rozpadu ich wojsk, trapionych dezercjami i chorobami.
W końcu grudnia eserowsko-mienszewickie Centrum Polityczne wszczęło serię antykołczakowskich powstań, a wreszcie powstanie w samym Irkucku, które wsparli miejscowi robotnicy sympatyzujący z bolszewikami. Na czele Rządu nieformalnie stanął minister spraw wewnętrznych Aleksandr Czerwien-Wodali, który wraz z ministrem wojny gen. Michaiłem Chanżynem i sprawującym obowiązki ministra dróg kolejowych Aleksiejem Łarionowem 28 grudnia powołali tzw. triumwirat, pełniącą faktycznie funkcje władzy wykonawczej. Korpus Czechosłowacki, w zamian za prawo swobodnego opuszczenia Rosji, wspierał Centrum Polityczne, a biały rząd nie dysponował już innymi siłami zdolnymi do walki. 5 stycznia 1920 r. Centrum Polityczne ogłosiło koniec rządów białych na Syberii.
Widząc zbliżający się koniec, admirał Kołczak 4 stycznia 1920 podpisał dekret o mianowaniu Najwyższym Wielkorządcą gen. Antona Denikina, dowodzącego Siłami Zbrojnymi Południa Rosji. Natomiast władzę na Wschodzie miał objąć ataman Kozaków syberyjskich gen. Grigorij Siemionow. Tego samego dnia Rząd Rosyjski został rozwiązany. Admirał Aleksandr Kołczak, wydany bolszewikom przez żołnierzy Legionu Czechosłowackiego, został 4 lutego rozstrzelany razem z ostatnim premierem swojego rządu Wiktorem Piepielajewem. Większość członków Rządu przedostała się do chińskiego Harbinu, gdzie powołała emigracyjne Polityczne Zebranie.
W zdobytym Omsku w maju-czerwcu bolszewicy zorganizowali proces pokazowy członków Rządu Rosyjskiego, którzy wpadli w ich ręce. Były to 23 osoby, głównie byli wiceministrowie, ale również dwóch z trzech "triumwirów". Część z nich została rozstrzelana (m.in. Aleksandr Czerwien-Wodali, Aleksiej Łarionow, Leonid Szumiłowski), reszta otrzymała wieloletnie kary pozbawienia wolności.